# Чемпіонат світу з хокею із шайбою 2021 (дивізіон III, жінки)
Чемпіонат світу з хокею із шайбою 2021 (Дивізіон III) — скасований чемпіонат світу з хокею із шайбою ІІХФ, який мав відбутися в Каунасі (Литва).
18 листопада 2020 року турнір був скасований через пандемію COVID-19.

## Учасниці
| Збірна               | Кваліфікація                                        |
| -------------------- | --------------------------------------------------- |
| Україна              | 6-е місце у Дивізіоні ІІ В.                         |
| Бельгія              | 2-е місце у Дивізіоні ІІІ.                          |
| Румунія              | 3-є місце у Дивізіоні ІІІ.                          |
| Болгарія             | 4-е місце у Дивізіоні ІІІ.                          |
| Литва                | Господар, 5-е місце у Дивізіоні ІІІ.                |
| Гонконг              | 6-е місце у Дивізіоні ІІІ.                          |
| Естонія              | Востаннє брала участь у чемпіонаті світу 2008 року. |
| Боснія і Герцеговина | Дебютант.                                           |

## Таблиця
| Поз | Команда              | М | В | ВО | ПО | П | ГЗ | ГП | Різ | О | Кваліфікація            |
| --- | -------------------- | - | - | -- | -- | - | -- | -- | --- | - | ----------------------- |
| 1   | Україна              | 0 | 0 | 0  | 0  | 0 | 0  | 0  | 0   | 0 | Вихід до Дивізіону ІІ B |
| 2   | Бельгія              | 0 | 0 | 0  | 0  | 0 | 0  | 0  | 0   | 0 |                         |
| 3   | Румунія              | 0 | 0 | 0  | 0  | 0 | 0  | 0  | 0   | 0 |                         |
| 4   | Болгарія             | 0 | 0 | 0  | 0  | 0 | 0  | 0  | 0   | 0 |                         |
| 5   | Литва                | 0 | 0 | 0  | 0  | 0 | 0  | 0  | 0   | 0 |                         |
| 6   | Гонконг              | 0 | 0 | 0  | 0  | 0 | 0  | 0  | 0   | 0 |                         |
| 7   | Естонія              | 0 | 0 | 0  | 0  | 0 | 0  | 0  | 0   | 0 |                         |
| 8   | Боснія і Герцеговина | 0 | 0 | 0  | 0  | 0 | 0  | 0  | 0   | 0 |                         |